# Centrophasma zehntneri
Centrophasma zehntneri är en insektsart som först beskrevs av Carl 1913.  Centrophasma zehntneri ingår i släktet Centrophasma och familjen Diapheromeridae. Inga underarter finns listade i Catalogue of Life.